# Gerrit Smith Miller taxonjai
Ezen a listán azok a taxon nevek szerepelnek, amelyeket Gerrit Smith Miller (1869 - 1956) alkotott. Azok a taxon nevek, amelyek nincsenek belinkelve, manapság csak szinonimaként használtak (az alábbi lista nem teljes):

## Páncélos vendégízületesek
- északi csupaszfarkú tatu (Cabassous centralis) Miller, 1899

## Eulipotyphla
- andamán-szigeteki cickány (Crocidura andamanensis) Miller, 1902
- Crocidura beatus Miller, 1910
- Crocidura elongata Miller & Hollister, 1921
- Crocidura grandis Miller, 1911
- Crocidura lea Miller & Hollister, 1921
- Crocidura levicula Miller & Hollister, 1921
- Crocidura mindorus Miller, 1910
- Crocidura muricauda (Miller, 1900)
- nicobár-szigeteki cickány (Crocidura nicobarica) Miller, 1902
- Crocidura nigripes Miller & Hollister, 1921
- Crocidura pergrisea Miller, 1913
- Crocidura pullata Miller, 1911
- Crocidura rhoditis Miller & Hollister, 1921
- Crocidura russula cintrae Miller, 1907
- Crocidura shantungensis Miller, 1901
- szicíliai cickány (Crocidura sicula) Miller, 1900
- Crocidura balearica Miller, 1907 - keleti cickány
- Crocidura caneae Miller, 1909
- Crocidura cyrnensis Miller, 1907
- Crocidura mimula Miller, 1901 - keleti cickány
- Cryptotis gracilis Miller, 1911
- Neomys minor Miller, 1901 - közönséges vízicickány
- Neomys teres Miller, 1908
- Sorex hercynicus Miller, 1909 - havasi cickány
- Sorex alticola Miller, 1901 - erdei cickány
- Sorex bergensis Miller, 1909
- Sorex pyrenaicus Miller, 1909 - erdei cickány
- Sorex fumeus Miller, 1895
- Sorex granarius Miller, 1910
- Sorex lucanius Miller, 1909 - törpecickány
- Sorex planiceps Miller, 1911
- Euroscaptor Miller, 1940
- Euroscaptor grandis Miller, 1940
- Euroscaptor parvidens Miller, 1940
- Nesophontes hypomicrus Miller, 1929
- Nesophontes paramicrus Miller, 1929
- Nesophontes zamicrus Miller, 1929

## Denevérek
- Noctilio (Dirias) Miller, 1906 - alnem a halászdenevér-félék családjában
- Murininae Miller, 1907
- Murina tubinaris Miller, 1907 - Murina tubinaris
- Lasiurus intermedius floridanus Miller, 1902 - Lasiurus intermedius
- Lasiurus degelidus Miller, 1931
- Lasiurus minor Miller, 1931
- Pipistrellus curtatus Miller, 1911 - Hypsugo macrotis

## Párosujjú patások

### Disznófélék
- Sus barbatus gargantua Miller, 1906 - Sus barbatus barbatus
- Sus barbatus oi Miller, 1902
- Sus celebensis mimus Miller, 1906 - Sus celebensis celebensis
- Sus celebensis niadensis Miller, 1906 - Sus celebensis celebensis
- Sus babi Miller, 1906 - vaddisznó
- Sus natunensis Miller, 1901
- Sus nicobaricus Miller, 1902 - vaddisznó
- Sus scrofa jubatus Miller, 1906 - kontyos disznó
- Sus scrofa jubatulus Miller, 1906 - csíkos disznó
- Sus scrofa peninsularis Miller, 1906
- Sus scrofa rhionis Miller, 1906 - csíkos disznó

### Cetek
- Lipotes Miller, 1918
- kínai folyamidelfin (Lipotes vexillifer) Miller, 1918

### Szarvasfélék
- Alces alces gigas Miller, 1899 - kelet-kanadai jávorszarvas
- Capreolus capreolus canus Miller, 1910
- Capreolus melanotis Miller, 1911 - szibériai őz
- Odocoileus virginianus borealis Miller, 1900

## Ragadozók
- Canis lupus floridanus Miller, 1912 - floridai farkas
- alaszkai fehér farkas (Canis lupus tundrarum) Miller, 1912
- Otocyon virgatus Miller, 1909 - lapátfülű róka
- Procyon lotor minor Miller, 1911 - Procyon lotor maynardi
- Procyon minor (Miller, 1911) - Procyon lotor maynardi
- Procyon lotor pumilus Miller, 1911
- Bassariscus astutus nevadensis Miller, 1913
- Panthera onca ramsayi (Miller, 1930) - Panthera onca paraguensis

## Nyúlalakúak
- Lepus californicus asellus Miller, 1899 - Lepus californicus texianus

## Rágcsálók

### Mókusalkatúak

#### Mókusfélék

##### Ratufinae
- Ratufa affinis pyrsonota Miller, 1900 - Ratufa affinis affinis
- Ratufa affinis confinis Miller, 1906 - Ratufa affinis bunguranensis
- Ratufa affinis notabilis Miller, 1902 - Ratufa affinis bunguranensis
- Ratufa affinis balae Miller, 1903 - Ratufa affinis hypoleucos
- Ratufa affinis femoralis Miller, 1903
- Ratufa affinis masae Miller, 1903
- Ratufa affinis nigrescens Miller, 1903
- Ratufa affinis piniensis Miller, 1903 - Ratufa affinis hypoleucos
- Ratufa affinis insignis Miller, 1903
- Ratufa affinis carimonensis Miller, 1906
- Ratufa affinis condurensis Miller, 1906
- Ratufa affinis conspicua Miller, 1903 - Ratufa affinis insignis
- Ratufa bicolor major Miller, 1911 - Ratufa bicolor bicolor
- Ratufa bicolor melanopepla Miller, 1900
- Ratufa bicolor anambae Miller, 1900
- Ratufa bicolor angusticeps Miller, 1901
- Ratufa bicolor peninsulae (Miller, 1913)
- Ratufa bicolor tiomanensis Miller, 1900 - Ratufa bicolor melanopepla
- Ratufa bicolor palliata Miller, 1902
- Ratufa bicolor laenata Miller, 1903 - Ratufa bicolor palliata
- Ratufa bicolor phaeopepla Miller, 1913
- Ratufa bicolor celaenopepla Miller, 1913 - Ratufa bicolor phaeopepla

##### Mókusformák
- Sciurus vulgaris numantius Miller, 1907 - Sciurus vulgaris alpinus
- Sciurus vulgaris segurae Miller, 1909 - Sciurus vulgaris alpinus
- Sciurus vulgaris russus Miller, 1907 - Sciurus vulgaris fuscoater
- Sciurus vulgaris rutilans Miller, 1907 - Sciurus vulgaris fuscoater
- Sciurus vulgaris lilaeus Miller, 1907
- Petauristinae Miller, 1912 - repülőmókusok
- Glaucomys sabrinus fuscus Miller, 1936
- Petaurista petaurista batuana Miller, 1903
- Petaurista petaurista mimicus Miller, 1913 - Petaurista petaurista marchio
- Petinomys maerens (Miller, 1903) - Petinomys lugens
- Pteromys volans incanus Miller, 1918 - Pteromys volans volans

##### Callosciurinae
- Callosciurus altinsularis (Miller, 1903) - Callosciurus caniceps
- Callosciurus bentincanus (Miller, 1903)
- Callosciurus lancavensis (Miller, 1903)
- Callosciurus lucas (Miller, 1903)
- Callosciurus matthaeus (Miller, 1903)
- Callosciurus sullivanus (Miller, 1903) - Callosciurus caniceps
- Callosciurus abbottii (Miller, 1900) - platánmókus
- Callosciurus anambensis (Miller, 1900)
- Callosciurus atristriatus (Miller, 1913)
- Callosciurus dilutus (Miller, 1913)
- Callosciurus lautensis (Miller, 1901)
- Callosciurus lutescens (Miller, 1901)
- Callosciurus pannovianus (Miller, 1903)
- Callosciurus rubidiventris (Miller, 1901)
- Callosciurus rutiliventris (Miller, 1901)
- Callosciurus seraiae (Miller, 1901)
- Callosciurus serutus (Miller, 1906) - platánmókus
- Callosciurus atrox (Miller, 1913) - Prevost-mókus
- Callosciurus carimonensis (Miller, 1906)
- Callosciurus condurensis (Miller, 1906)
- Callosciurus mimellus (Miller, 1900)
- Callosciurus mimiculus (Miller, 1900) - Prevost-mókus
- Callosciurus prevostii carimatae (Miller, 1906) - Callosciurus prevostii atricapillus
- Callosciurus prevostii melanops Miller, 1902
- Callosciurus prevostii erebus (Miller, 1903) - Callosciurus prevostii piceus
- Lariscus castaneus (Miller, 1900) - Lariscus insignis
- Lariscus obscurus Miller, 1903
- Sundasciurus pumilus (Miller, 1903) - Sundasciurus fraterculus
- Sundasciurus mansalaris (Miller, 1903) - Sundasciurus tenuis

##### Földimókusformák
- Sciurotamias Miller, 1901
- Sciurotamias Miller, 1901 - alnem
- Tamias sibiricus senescens Miller, 1898

#### Pelefélék

##### Ecsetfarkú pelék
- Graphiuridae Miller & Gidley, 1918 - ecsetfarkú pelék

##### Leithiinae
- Dryomys robustus Miller, 1910 - erdei pele
- Eliomys cincticauda, Miller, 1901 - kerti pele
- Muscardinus trapezius Miller, 1908 - mogyorós pele

### Egéralkatúak
- Muroidae Miller & Gidley, 1918 - Muroidea

#### Ugróegérfélék

##### Lófejű ugróegérformák
- Allactaga longior (Miller, 1911) - mongol lófejű ugróegér

##### Szöcskeegérformák
- erdei szöcskeegér (Napaeozapus insignis) Miller, 1891
- Zapus insignis Miller, 1891 - erdei szöcskeegér
- Zapus luteus Miller, 1911 - kanadai szöcskeegér

##### Tüskéspelefélék
- Platacanthomyidae Miller & Gidley, 1918 - tüskéspelefélék

##### Földikutyafélék

###### Zokorformák
- Myospalacinae Miller & Gidley, 1918 - zokorformák
- Myotalpinae Miller, 1896 - zokorformák

###### Bambuszpatkányformák
- Rhizomyidae Miller & Gidley, 1918 - bambuszpatkányformák

###### Földikutyaformák
- Spalax berytensis Miller, 1903 - észak-afrikai földikutya
- Spalax dolbrogeae Miller, 1903 - nyugati földikutya

###### Gyökérrágóformák
- gyökérrágóformák (Tachyoryctinae) Miller & Gidley, 1918
- Tachyoryctinae Miller & Gidley, 1918 - gyökérrágóformák

##### Madagaszkáriegér-félék
- Saccostomus umbriventer Miller, 1910 - Saccostomus mearnsi

##### Hörcsögfélék

###### Pocokformák
- Braminae Miller & Gidley, 1918 - pocokformák
- Lemmi Miller, 1896
- Microtinae Miller, 1896
- Microti Miller, 1896 - pocokformák
- Arvicola reta Miller, 1910 - közönséges kószapocok
- déli kószapocok (Arvicola sapidus) Miller, 1908
- Arvicola tenebricus Miller, 1908 - déli kószapocok
- Arvicola exitus Miller, 1910 - Arvicola scherman
- Chionomys Miller, 1908
- Chionomys aquitanius (Miller, 1908) - havasi pocok
- Chionomys hermonis (Miller, 1908)
- Chionomys pontius (Miller, 1908)
- Chionomys ulpius (Miller, 1908) - havasi pocok
- Lasiopodomys warringtoni (Miller, 1913) - Brandt-pocok
- Lasiopodomys mandrianus (Miller, 1896) - Lasiopodomys mandarinus
- Lasiopodomys pullus (Miller, 1911) - Lasiopodomys mandarinus
- Microtus abbreviatus Miller, 1899
- Microtus chrotorrhinus Miller, 1894
- kelet-európai pocok (Microtus levis) Miller, 1908
- Microtus brunneus (Miller, 1908) - Microtus gerbei
- Microtus planiceps (Miller, 1908) - Microtus gerbei
- Microtus depressus (Miller, 1908) - luzitán földipocok
- Microtus pelandonius (Miller, 1908) - luzitán földipocok
- Microtus druentius (Miller, 1911) - alpesi földipocok
- Microtus atticus (Miller, 1910) - balkáni földipocok
- szürkefarkú pocok (Microtus canicaudus) Miller, 1897
- Microtus ravidulus Miller, 1899 - keskenyfejű pocok
- Microtus exsul Miller, 1908 - csalitjáró pocok
- Microtus angularis Miller, 1908 - mezei pocok
- Microtus assimilis Miller, 1912
- Microtus asturianus Miller, 1908
- Microtus depressa Miller, 1912
- Microtus duplicatus Miller, 1912
- Microtus fulvus (Miller, 1912)
- Microtus meridianus Miller, 1908
- Microtus principalis Miller, 1912
- Microtus sarnius Miller, 1909
- Microtus simplex Miller, 1912
- Microtus variabilis Miller, 1912
- Microtus westrae Miller, 1908 - mezei pocok
- Microtus dentatus Miller, 1910 - spanyol pocok
- Mycrotus centralis Miller, 1908 - dél-európai földipocok
- Microtus fuscus Miller, 1908
- Microtus pascuus Miller, 1911
- Microtus provincialis Miller, 1909
- Microtus regulus Miller, 1909 - dél-európai földipocok
- Microtus capucinus (Miller, 1908) - közönséges földipocok
- Microtus dacius (Miller, 1908) - közönséges földipocok
- Microtus tschuktschorum Miller, 1899 - északi pocok
- Neodon pamirensis Miller, 1899 - boróka-földipocok
- Myopus Miller, 1910
- Alticola phasma Miller, 1912 - Alticola argentatus
- Alticola worthingtoni Miller, 1906 - Alticola argentatus
- Alticola acrophilus (Miller, 1899) - Alticola stoliczkanus
- Alticola cricetulus (Miller, 1899) - Alticola stoliczkanus
- Aschizomys Miller, 1899 - az Alticola nem egyik alneme
- Alticola lemminus Miller, 1898
- Eothenomys Miller, 1896
- Anteliomys Miller, 1896 - Eothenomys
- Hyperacrius Miller, 1896
- Hyperacrius aitchisoni (Miller, 1897) - vörhenyes himalájai-pocok
- Hyperacrius brachelix (Miller, 1899) - vörhenyes himalájai-pocok
- Craseomys Miller, 1900 - Myodes
- hegyi erdeipocok (Myodes centralis) Miller, 1906
- Myodes ochraceus (Miller, 1894) - Gapper-erdeipocok
- Myodes britannicus (Miller, 1900) - vöröshátú erdeipocok
- Myodes caesarius (Miller, 1908)
- Myodes helveticus (Miller, 1900)
- Myodes istericus (Miller, 1909)
- Myodes norvegicus (Miller, 1900)
- Myodes suecicus (Miller, 1900)
- Myodes vasconiae (Miller, 1900) - vöröshátú erdeipocok
- Myodes alascensis (Miller, 1898) - sarki erdeipocok

###### Hörcsögformák
- Phodopus Miller, 1910

###### Neotominae
- Peromyscus fraterculus Miller, 1892
- Peromyscus pinalis (Miller, 1893) - Peromyscus boylii
- Peromyscus canadensis (Miller, 1893) - őzegér
- Peromyscus umbrinus Miller, 1897 - őzegér

##### Egérfélék

###### Versenyegérformák
- Brachiones arenicolor Miller, 1900 - Przewalski-versenyegér

###### Egérformák
- Melasmothrix Miller & Hollister, 1921
- kis sünpatkány (Melasmothrix naso) Miller & Hollister, 1921
- Eropeplus Miller & Hollister, 1921
- Eropeplus canus Miller & Hollister, 1921
- Lenomys longicaudus Miller & Hollister, 1921 - Lenomys meyeri
- Lenothrix Miller, 1903
- Lenothrix canus Miller, 1903
- Tryphomys Miller, 1910
- Tryphomys adustus Miller, 1910
- Apodemus praetor Miller, 1914 - koreai erdeiegér
- Apodemus rusiges Miller, 1913
- Apodemus creticus Miller, 1910 - erdei egér
- Apodemus microtis Miller, 1912 - kislábú erdeiegér
- Apomys major Miller, 1910 - Apomys datae
- Apomys bardus Miller, 1910 - Apomys insignis
- Apomys musculus Miller, 1911
- Leopoldamys balae (Miller, 1903) - Leopoldamys sabanus
- Leopoldamys clarae (Miller, 1913)
- Leopoldamys fremens (Miller, 1902)
- Leopoldamys insularum (Miller, 1913)
- Leopoldamys lancavensis (Miller, 1900)
- Leopoldamys lucas (Miller, 1903)
- Leopoldamys luta (Miller, 1913)
- Leopoldamys masae (Miller, 1903)
- Leopoldamys matthaeus (Miller, 1903)
- Leopoldamys stentor (Miller, 1913)
- Leopoldamys strepitans (Miller, 1900)
- Leopoldamys stridens (Miller, 1903)
- Leopoldamys stridulus (Miller, 1903)
- Leopoldamys vociferans (Miller, 1900) - Leopoldamys sabanus
- Leopoldamys soccatus (Miller, 1903) - Mentawai-szigeteki hosszúfarkúpatkány
- Niviventer cremoriventer Miller, 1900
- Niviventer barussanus (Miller, 1911)
- Niviventer flaviventer (Miller, 1900)
- Niviventer gilbiventer (Miller, 1903)
- Niviventer mengurus (Miller, 1911)
- Niviventer solus (Miller, 1913) - Niviventer cremoriventer
- Niviventer gracilis (Miller, 1913) - Niviventer fulvescens
- Niviventer lepidus (Miller, 1913) - Niviventer fulvescens
- Dasymys rufulus Miller, 1900
- Echiothrix centrosa Miller & Hollister, 1921
- Echiothrix brevicula Miller & Hollister, 1921 - Echiothrix centrosa
- Dephomys defua Miller, 1900
- Mus defua Miller, 1900 - Dephomys defua
- Hybomys planifrons Miller, 1900
- Maxomys cereus (Miller & Hollister, 1921) - Maxomys hellwaldii
- Maxomys localis (Miller & Hollister, 1921) - Maxomys hellwaldii
- Maxomys tetricus (Miller & Hollister, 1921) - Maxomys musschenbroekii
- Maxomys pagensis Miller, 1903
- Maxomys lingensis (Miller, 1900) - Maxomys rajah
- Maxomys pellax (Miller, 1900) - Maxomys rajah
- Maxomys surifer Miller, 1900
- Maxomys anambae (Miller, 1900)
- Maxomys bentincanus (Miller, 1903)
- Maxomys butangensis (Miller, 1900)
- Maxomys carimatae (Miller, 1906)
- Maxomys casensis (Miller, 1903)
- Maxomys catellifer (Miller, 1903)
- Maxomys domelicus (Miller, 1903)
- Maxomys flavidulus (Miller, 1900)
- Maxomys luteolus (Miller, 1903)
- Maxomys serutus (Miller, 1906)
- Maxomys umbridorsum (Miller, 1903) - Maxomys surifer
- Maxomys asper (Miller, 1900) - Maxomys whiteheadi
- Maxomys batus (Miller, 1911) - Maxomys whiteheadi
- Chiropodomys niadis Miller, 1903 - Chiropodomys gliroides
- Mus hispanicus Miller, 1909 - Mus spretus
- Mus lusitanicus Miller, 1909 - Mus spretus
- Batomys dentatus Miller, 1911
- Berylmys ferreocanus (Miller, 1900) - Berylmys bowersi
- Bunomys adspersus (Miller & Hollister, 1921) - Bunomys andrewsi
- Bunomys nigellus (Miller & Hollister, 1921) - Bunomys chrysocomus
- Bunomys rallus (Miller & Hollister, 1921) - Bunomys chrysocomus
- Bunomys penitus Miller & Hollister, 1921
- Bunomys sericatus (Miller & Hollister, 1921) - Bunomys penitus
- Rattus subditivus Miller & Hollister, 1921 - Rattus nitidus
- Rattus shigarus (Miller, 1913) - Rattus pyctoris
- Rattus burrulus (Miller, 1902) - Rattus andamanensis
- Rattus flebilis (Miller, 1902) - Rattus andamanensis
- Rattus blangorum Miller, 1942
- Rattus burrus Miller, 1902
- Rattus burrescens (Miller, 1902) - Rattus burrus
- Rattus linduensis Miller & Hollister, 1921 - Rattus hoffmanni
- Rattus mollicomus Miller & Hollister, 1921 - Rattus hoffmanni
- Rattus lugens Miller, 1903
- Rattus simalurensis Miller, 1903
- Rattus dentatus (Miller, 1913) - Rattus tanezumi
- Rattus exsul (Miller, 1913)
- Rattus fortunatus (Miller, 1913)
- Rattus insulanus (Miller, 1913)
- Rattus palelae Miller & Hollister, 1921
- Rattus pannellus (Miller, 1913)
- Rattus pannosus (Miller, 1900)
- Rattus pulliventer (Miller, 1902)
- Rattus turbidus (Miller, 1913) - Rattus tanezumi
- Rattus tiomanicus Miller, 1900
- Rattus fulmineus (Miller, 1913)
- Rattus julianus (Miller, 1903)
- Rattus maerens (Miller, 1911)
- Rattus mara (Miller, 1913)
- Rattus pauper (Miller, 1913)
- Rattus roa (Miller, 1913)
- Rattus siantanicus (Miller, 1900)
- Rattus tambelanicus (Miller, 1900)
- Rattus tingius (Miller, 1913)
- Rattus tua (Miller, 1913)
- Rattus viclana (Miller, 1913) - Rattus tiomanicus
- Rattus facetus Miller & Hollister, 1921 - Rattus marmosurus
- Rattus enganus Miller, 1906
- Rattus gala (Miller, 1910) - Rattus everetti
- Rattus tyrannus (Miller, 1910) - Rattus everetti
- Rattus eurous Miller & Hollister, 1921 - polinéz patkány
- Rattus obscurus (Miller, 1900)
- Rattus pullus (Miller, 1901)
- Rattus raveni Miller & Hollister, 1921
- Rattus surdus (Miller, 1903) - polinéz patkány
- Rattus stoicus Miller, 1902
- Rattus taciturnus (Miller, 1902) - Rattus stoicus
- Rattus socer Miller, 1914 - vándorpatkány
- Rattus atratus (Miller, 1902) - házi patkány
- Rattus atridorsum (Miller, 1903) - házi patkány
- Sundamys atchinus (Miller, 1942) - Sundamys infraluteus
- Sundamys borneanus (Miller, 1913) - Müller-patkány
- Sundamys domitor (Miller, 1903)
- Sundamys firmus (Miller, 1902)
- Sundamys integer (Miller, 1901)
- Sundamys pollens (Miller, 1913)
- Sundamys potens (Miller, 1913)
- Sundamys valens (Miller, 1913)
- Sundamys validus (Miller, 1900)
- Sundamys victor (Miller, 1913) - Müller-patkány
- Taeromys hamatus Miller & Hollister, 1921
- Taeromys punicans Miller & Hollister, 1921
- Praomys rostratus Miller, 1900

### Pikkelyesfarkúmókus-alkatúak

#### Pikkelyesfarkúmókus-félék
- Idiurinae Miller & Gidley, 1918 - repülőpele-formák
- nagyfülű pikkelyesmókus (Idiurus macrotis) Miller, 1898

#### Ugrónyúlfélék
- Pedetes dentatus Miller, 1927 - Pedetes surdaster

### Sülalkatúak

#### Gyalogsülfélék
- Atherurus zygomatica Miller, 1903 - ázsiai bojtosfarkúsül
- Trichys macrotis Miller, 1903 - hosszúfarkú sül

#### Pakafélék
- pakafélék (Cuniculidae) Miller & Gidley, 1918

#### Tüskéspatkányfélék
- Boromys Miller, 1916
- Boromys offella Miller, 1916
- Brotomys Miller, 1916
- Brotomys contractus Miller, 1929
- Brotomys voratus Miller, 1916

#### Hutiák
- Hexolobodon Miller, 1929
- Hexolobodon phenax Miller, 1929
- Aphaetreus Miller, 1922 - Isolobodon
- Ithydontia Miller, 1922 - Isolobodon
- Isolobodon montanus Miller, 1922
- Isolobodon levir (Miller, 1922) - Isolobodon portoricensis
- Plagiodontia spelaeum Miller, 1929
- Plagiodontia aedium spelaem Miller, 1929 - Plagiodontia aedium aedium; a hispaniolai hutia egyik alfaja
- Plagiodontia aedium hylaeum Miller, 1927 - a hispaniolai hutia egyik alfaja

#### Heptaxodontidae
- Quemisia Miller, 1929
- Quemisia gravis Miller, 1929

#### Csincsillapatkány-félék
- csincsillapatkány-félék (Abrocomidae) Miller & Gidley, 1918

## Főemlősök
- mókusmajomformák (Saimirinae) Miller, 1912 (1900)
- Macaca broca Miller, 1906 - emsemakákó